# Comuna Calarașovca, Ocnița
Comuna Calarașovca este o comună din raionul Ocnița, Republica Moldova. Este formată din satele Calarașovca (sat-reședință) și Berezovca.

## Demografie
Conform datelor recensământului din 2014, comuna are o populație de 2.098 de locuitori. La recensământul din 2004 erau 2.292 de locuitori.

## Administrație și politică
Componența Consiliului local Calarașovca (11 consilieri), ales la 5 noiembrie 2023, este următoarea:
|  | Partid                                       | Consilieri | Componență | Componență | Componență | Componență | Componență | Componență | Componență | Componență | Componență | Componență | Componență |
|  | -------------------------------------------- | ---------- | ---------- | ---------- | ---------- | ---------- | ---------- | ---------- | ---------- | ---------- | ---------- | ---------- | ---------- |
|  | Partidul Socialiștilor din Republica Moldova | 11         |            |            |            |            |            |            |            |            |            |            |            |